# Von Bikräv
Von Bikräv is een Franse dj, producer en labelbaas, bekend als pionier van het genre frapcore een energieke en chaotische mix van gabber, hardcore techno en Franse rap. Hij is een sleutelfiguur binnen de Franse en internationale undergroundscene, geroemd om zijn innovatieve producties, vurige optredens en het samenbrengen van verschillende subculturen binnen de elektronische muziek.

## Achtergrond en Ontstaan
Von Bikräv groeide op in de Parijse banlieues, waar hij al vroeg werd beïnvloed door Franse hiphop, hardcore en gabber. Zijn fascinatie voor de rauwe energie van hardcore en de ritmische kracht van rap leidde tot het experimenteren met het combineren van deze genres. Dit resulteerde in de unieke stijl frapcore, waarmee hij een connectie vond tussen de Franse rap en ravecultuur.

## Carrière
Von Bikräv werd bekend als lid van het Parijse collectief Casual Gabberz, opgericht in 2013. Samen met artiesten als Paul Seul, Aprile, Evil Grimace en Claude Murder vernieuwde hij de Franse gabber en hardcore-scene en bracht hij de undergroundmentaliteit terug naar het grote publiek. Casual Gabberz stond bekend om actieve optredens, energieke compilaties en het organiseren van evenementen die de grenzen van elektronische muziek opzochten.
Na zijn periode bij Casual Gabberz richtte Von Bikräv in 2023 zijn eigen label 20CONTRE1 op, waarmee hij zich richt op het promoten van jonge talenten en het uitbrengen van vernieuwende hardcore en frapcore releases. Hiermee blijft hij een centrale rol spelen in de evolutie van de Franse en internationale hardere elektronische muziek.

## Muzikale Stijl
De muziek van Von Bikräv kenmerkt zich door een explosieve mix van hardcore, gabber, uptempo, jumpstyle en Franse rap. Zijn producties zijn chaotisch, energiek en bedoeld als anthems voor de underground. Hij verwerkt invloeden uit hiphop, dance, ghetto house en zelfs metal, en staat bekend om het gebruik van rauwe samples, zware kicks en snelle BPM’s. 
Zijn stijl wordt vaak omschreven als frapcore, waarbij hij bewust grenzen tussen subgenres opzoekt en doorbreekt. Von Bikräv noemt zijn jeugdige fascinatie voor hiphop en dance als belangrijke inspiratiebronnen en werkt graag samen met artiesten uit uiteenlopende genres.

## Albums
- 100% Bibi gereleased 1 juni 2019  bevat 23 tracks, waaronder "Ultra Instinct", "Rudeboi", "93 Bang Bang", "Casse des Murs", "Baise tous les traitres", "Mentalité Thug", "Paris Reloaded", "Get Yo" (feat. Krampf), "Del1kan" (feat. Paul Seul), en "Comme un Coq".[a][b]
- 200%  Bibi gerelaesed 26 november 2021 bevat 25 tracks, waaronder "Détermination", "Dieu Protege Les Miens", "Beat Efficace", "Discothèque", "K.A.M.N" (feat. CLUBKELLY), "Scarface en VF", "93 Hardcore", "20 Contre 1", "Tapion" (feat. Sakpatek), "Oldschool Newschool", "Godfather", "Bouillant" en "World Renown".[c]

### Compilaties & EP’s
- Templattitude (Mix Rap FR 90) (2021, CDr)[d]
- Meilleurs Vœux (jaarlijkse compilatie met veel artiesten van Casual Gabberz)

### Singles en Bekende Tracks
- "Casse des Murs"
- "Comme un Coq"
- "Braqueurs"
- "La Haine dans les Yeux"
- "Paris Reloaded"
- "Get Yo" (feat. Krampf)
- "Del1kan" (feat. Paul Seul)
- "Jean-Luc Mélenchon" (Fadoo Remix)
- "Tounsi Freestyle Pt.2 & 3" (Alkpote Remix)
- "Kanye West & Ty Dolla $ign – Carnival" (Von Bikräv Remix)
- "Gambi – Popopop" (Von Bikräv Remix)
- "Biffty – Diamanté" (Von Bikräv Frapcore Remix)

### Remixes en Samenwerkingen
Von Bikräv heeft samengewerkt met artiesten als Paul Seul, Krampf, CLUBKELLY, Evil Grimance, Sakpatek en anderen. Zijn remixes en samenwerkingen omvatten onder meer tracks van Franse rappers en internationale artiesten, waarmee hij zijn stempel drukt op zowel de hardcore als hiphopscene.

#### Optredens en Invloed
Von Bikräv heeft opgetreden op internationale evenementen en in iconische clubs, waaronder Berghain in Berlijn en diverse grote festivals als Dour, Dystopia festival en meer. Zijn sets staan bekend om hun hoge intensiteit, rauwe energie en het vermogen om verschillende publieken samen te brengen. Hij wordt gezien als een vernieuwer die de grenzen van elektronische muziek en hiphop blijft verleggen. 

#### 20CONTRE1
De motivatie achter deze stap was een verlangen naar meer creatieve vrijheid en de mogelijkheid om sneller en onafhankelijker muziek uit te brengen. Waar Casual Gabberz een collectief project was, positioneert 20CONTRE1 zich als een persoonlijk en flexibel label waarmee Von Bikräv zijn eigen visie op hardcore en frapcore kan realiseren. 

### Releases en Activiteiten
De eerste release op het label was Von Bikrävs eigen EP “Tape dans la tête”, gevolgd door een remix-EP, singles van artiesten als Goffbaby, een EP van DJ Kamikaze en remixes van Noir Fluo. In het eerste jaar bracht 20CONTRE1 al meerdere projecten uit, waarbij Von Bikräv zowel gevestigde namen als nieuw talent uitnodigde om bij te dragen. Een belangrijk speerpunt van het label is het uitbrengen van compilaties met een duidelijke artistieke samenhang. Zo verscheen in 2024 de compilatie Cynodrome Volume 01, met zestien tracks van verschillende artiesten uit de hardcore, gabber en frapcore-scene. Von Bikräv benadrukt dat het samenstellen van zo’n compilatie tijd en aandacht vereist, omdat hij streeft naar kwaliteit in plaats van een willekeurige verzameling tracks. 

## Artistieke Signatuur
20CONTRE1 staat voor een energieke, melancholische benadering van hardcore en frapcore. Het label is een platform voor zowel gevestigde artiesten als nieuwe gezichten, die via open oproepen en persoonlijke netwerken worden uitgenodigd om hun werk in te sturen. De releases op 20CONTRE1 combineren invloeden uit rap, hardcore, uptempo en gabber, en zijn bedoeld als anthems voor de underground en de moderne rave-cultuur. 

### Samenwerkingen en Invloed
Op 20CONTRE1 verschijnen tracks van onder andere Claude Murder, Kimberlaid, Gajeb, DJ Kamikaze en Sidisid. Het label heeft zich in korte tijd gepositioneerd als een broedplaats voor innovatie binnen de Europese hardcore en frapcore, en draagt bij aan de internationale verspreiding van deze genres. De compilaties en EP’s van 20CONTRE1 worden wereldwijd opgepikt en verwerkt door dj’s en liefhebbers van de hardere elektronische muziek. 

## Discografie (selectie)
- Tape dans la tête (2023, EP)
- 20CONTRE1 Les Remixes (2023, EP)
- Cynodrome Volume 01 (2024, compilatie)

Met 20CONTRE1 heeft Von Bikräv een eigenzinnig en vooruitstrevend label neergezet dat ruimte biedt aan experiment, samenwerking en de nieuwste ontwikkelingen binnen hardcore, gabber en frapcore. Het label weerspiegelt zijn visie op de toekomst van de underground en zijn streven naar  vrijheid en vernieuwing.